# Henri Marais
Pour les articles homonymes, voir Marais (homonymie).
Henri Marais, né le 17 avril 1881 à Rouen et mort le 7 novembre 1940 à Barnet, est un marin et résistant français, Compagnon de la Libération. Normalien vétéran de la Première Guerre mondiale, il se rallie à la France libre en juin 1940 mais meurt prématurément quelques mois plus tard.

## Biographie

### Jeunesse
Fils d'un bâtonnier, Henri Marais naît le 17 avril 1881 à Rouen, alors dans le département de Seine-Inférieure. Après avoir obtenu son baccalauréat en 1897, il intègre l'école normale supérieure de Paris en 1901 puis devient agrégé de philosophie en 1904.

### Première Guerre mondiale
Le 21 août 1914, Henri Marais s'engage volontairement pour la durée de la guerre et est affecté au 129e régiment d'infanterie avec lequel il participe à la bataille de Charleroi puis à la bataille de la Marne. il est ensuite détaché à la mission militaire française attachée à l'armée britannique en qualité d'interprète. En octobre 1915, il est muté au 19e escadron du train des équipages. Promu maréchal des logis, il est envoyé en février 1916 au 32e régiment d'artillerie afin d'y suivre les cours d'élève-aspirant. À l'issue de ces derniers, il est affecté au 81e régiment d'Artillerie lourde à tracteurs et promu aspirant le 12 juin 1916. Vers la fin de la guerre, il est détaché au ministère de l'armement où il travaille avec son ami Albert Thomas, rencontré à l'école normale, puis au ministère des affaires étrangères où il est adjoint au chef de la section chargée des relations avec la Scandinavie. 

### Entre-deux-guerres
Démobilisé en 1919, Henri Marais réalise des recherches en cristallographie et publie plusieurs ouvrages dans le domaine des mathématiques. En 1925, il est reçu à l'institut des actuaires français puis devient membre, en 1935, du conseil supérieur des assurances sociales ainsi que co-directeur de la compagnie des assurances générales sur la vie.

### Seconde Guerre mondiale
Lors de la mobilisation de 1939, Henri Marais cherche à reprendre du service mais, déjà âgé de 58 ans, il n'est pas mobilisé. Ayant entendu l'appel du 18 juin 1940, il démissionne le jour même de la compagnie des assurances générales et part pour l'Angleterre. Arrivé à Londres le 23 juin, il s'engage dans les forces françaises libres et est affecté aux services civils de l'État-major dont il dirige le service financier sous le pseudonyme de La Faberie. Parallèlement, il intervient dans l'émission Les Français parlent aux Français sur Radio Londres, adressant notamment à ses collègues normaliens qu'il exhorte à rejoindre la résistance.
Tombé malade, Henri Marais entre à l'hôpital militaire de Shenley, à Barnet, où il meurt le 7 novembre 1940. D'abord inhumé en Angleterre, il est transféré le 4 mars 1949 au cimetière parisien de Thiais.

## Décorations
|  |  |  |

| Chevalier de la Légion d'honneur | Chevalier de la Légion d'honneur | Chevalier de la Légion d'honneur | Compagnon de la Libération Par décret du 1er février 1941 | Compagnon de la Libération Par décret du 1er février 1941 | Compagnon de la Libération Par décret du 1er février 1941 | Croix du combattant volontaire de la Résistance | Croix du combattant volontaire de la Résistance | Croix du combattant volontaire de la Résistance |

## Publications
- Henri Marais, Introduction géométrique à l'étude de la relativité : Histoire des Compagnons de la Libération, Paris, Gauthier-Villars, 1923.